# Memoriał Alfreda Smoczyka 1951
Pierwszy Memoriał im. Alfreda Smoczyka odbył się 7 października 1951. Zwyciężył Stanisław Glapiak.

## Wyniki
- 7 października 1951 r. (niedziela), stadion "Gwardii" przy ul. Strzyżewickiej (Leszno)
- NCD: Józef Olejniczak - 82,20 sek. w wyścigu 1.

| Msc. | Zawodnik                     | Klub                  | Pkt |           |  |
| ---- | ---------------------------- | --------------------- | --- | --------- |  |
| 1    | (2) Stanisław Glapiak        | Unia Leszno           |     | (1,3,3,3) |  |
| 2    | (3) Bolesław Bonin           | Gwardia Bydgoszcz     |     | (2,1,2,2) |  |
| 3    | (12) Janusz Suchecki         | CWKS Warszawa         |     | (3,2,3,1) |  |
| 4    | (6) Edward Kupczyński        | Spójnia Wrocław       |     | (2,3,2,u  |  |
| 5    | (10) Marian Kaznowski        | Włókniarz Częstochowa |     | (d,3,1)   |  |
|      | (13) Jan Kwaśniewski         | Budowlani Warszawa    |     | (2,1,1)   |  |
| 7    | (4) Józef Olejniczak         | Unia Leszno           |     | (3,3,d)   |  |
|      | (11) Marian Spychała         | Kolejarz Rawicz       |     | (2,2,d)   |  |
| 9    | (8) Włodzimierz Szwendrowski | Ogniwo Bytom          |     | (3,d)     |  |
|      | (5) Leszek Próchniak         | Ogniwo Bytom          |     | (1,2)     |  |
|      | (15) Alfred Spyra            | Górnik Rybnik         |     | (3,0)     |  |
|      | (9) Jan Krakowiak            | CWKS Warszawa         |     | (1,2)     |  |
| 13   | (14) Stefan Maciejewski      | Stal Ostrów Wlkp.     |     | (1,1)     |  |
| 14   | (7) Paweł Dziura             | Górnik Rybnik         |     | (0,1)     |  |
| 15   | (1) Eugeniusz Zenderowski    | Budowlani Warszawa    |     | (ns)      |  |
|      | (16) Ludwik Draga            | Górnik Rybnik         |     | (ns)      |  |

## Bieg po biegu
Runda eliminacyjna:
1. (82,20) Olejniczak, Bonin, Glapiak, Zenderowski (ns)
2. (84,20) Szwendrowski, Kupczyński, Próchniak, Dziura
3. (87,40) Suchecki, Spychała, Krakowiak, Kaznowski (d)
4. (87,40) Spyra, Kwaśniewski, Maciejewski, Draga (ns)
5. (84,40) Olejniczak, Spychała, Kwaśniewski, Szwendrowski (d)
6. (84,80) Kupczyński, Suchecki, Bonin, Maciejewski
7. (84,30) Glapiak, Krakowiak, Dziura, Draga (ns)
8. (87,00) Kaznowski, Próchniak, Maciejewski, Zenderowski (ns)

Półfinały:
9. (84,20) Glapiak, Bonin, Kaznowski, Spychała (d)
10. (87,20) Suchecki, Kupczyński, Kwaśniewski, Olejniczak (d)
Finał:
11. (84,00) Glapiak, Bonin, Suchecki, Kupczyński (u)